# Воскрешение (телесериал)
«Воскрешение» (англ. Resurrection) — американский научно-фантастический телесериал, основанный на книге Джейсона Мотта. В центре сюжета находятся жители маленького городка, которые сталкиваются с возвращением из мёртвых своих близких людей.
Сериал вышел на ABC в сезоне 2013—2014 годов. Также как и мыльная драма «Предательство», «Воскрешение» был показан в качестве сериала ограниченной перспективы трансляции из восьми эпизодов.
Премьера сериала состоялась в воскресенье, 9 марта 2014 года, после завершения мыльной драмы «Предательство». Стартовав в марте, «Воскрешение» нашёл неожиданный успех для ABC как в рейтингах, привлекая 14 миллионов зрителей, так и со стороны критиков и в социальных медиа.
8 мая 2014 года сериал был продлён на второй сезон, премьера которого состоялась 28 сентября 2014 года. 7 мая 2015 года канал закрыл сериал после двух коротких сезонов и спада рейтингов.

## Производство
В середине декабря 2012 года ABC купил права на экранизацию книги у Джейсона Мотта, а ABC Studios при участии Брэда Питта в качестве исполнительного продюсера, занялись разработкой проекта. 22 января 2013 года канал дал зелёный свет на съемки пилотного эпизода, а Чарльз Макдугалл был приглашен на место его режиссёра.
Кастинг на центральные роли начался в феврале 2013 года. Мэтт Крэйвен стал первым актёром, получившем регулярную роль в пилоте 20 февраля, а следом Девин Келли также получила одну из основных ролей. 1 марта было объявлено, что Фрэнсис Фишер будет играть одну из центральных ролей, а пару дней спустя Сэм Хэзелдайн и Самира Армстронг также присоединились к пилоту. Последними дополнениями к основному составу стали Николас Гонсалес, Кертвуд Смит и Омар Эппс, присоединившиеся 6 и 7 марта соответственно.
10 мая 2013 года ABC дал пилоту зелёный свет и заказал съемки сериала для трансляции в сезоне 2013-14 годов. Вскоре место шоураннера заняли Тара Баттерс и Мишель Фазекас, ранее работавшие над на заказанным пилотом «Готика».
8 мая 2014 года сериал был продлён на второй сезон. В июле было объявлено, что Мишель Фэйрли присоединилась к актёрскому составу второго сезона в роли воскресшей Маргарет Лэнгстон, грозного матриарха семейства. Донна Мёрфи вскоре взяла на себя роль таинственного агента правительства, который появился в большинстве эпизодов сезона.

## Актёры и персонажи

### Основной состав
- Омар Эппс — Мартин Беллами (Роберт Томпсон)
- Фрэнсис Фишер — Люсиль Лэнгстон
- Мэтт Крэйвен — Фред Лэнгстон
- Девин Келли — Мэгги Лэнгстон
- Марк Хилдрет — Том Хейл
- Самира Армстронг — Элейн Ричардс
- Сэм Хэзелдайн — Калеб Ричардс
- Лэндон Хименес — Джейкоб Лэнгстон
- Кертвуд Смит — Гарольд Лэнгстон

### Второстепенный состав
- Мишель Фэйрли — Маргарет Лэнгстон
- Донна Мёрфи — Анжела Форестер
- Кэтлин Манро — Рэйчел Брейдвуд
- Вероника Картрайт — Хелен Эджертон
- Джеймс Таппер — Эрик Уорд
- Николас Гонсалес — Коннор Купид

## Эпизоды
| Сезон | Сезон | Эпизоды | Оригинальная дата выхода | Оригинальная дата выхода | Рейтинг Нильсена | Рейтинг Нильсена    |
| Сезон | Сезон | Эпизоды | Премьера сезона          | Финал сезона             | Ранк             | Зрители в США (млн) |
| ----- | ----- | ------- | ------------------------ | ------------------------ | ---------------- | ------------------- |
|       | 1     | 8       | 9 марта 2014             | 27 апреля 2014           | 11               | 12.96               |
|       | 2     | 13      | 28 сентября 2014         | 25 января 2015           | 81               | 6.93                |

### Сезон 1 (2014)
| № общий | № в сезоне | Название                                      | Режиссёр          | Автор сценария                | Дата премьеры  | Зрители в США (млн) |
| --- | ---------- | --------------------------------------------- | ----------------- | ----------------------------- | -------------- | ------------------- |
| 1 | 1          | «Вернувшиеся» «The Returned»                  | Чарльз Макдугалл  | Аарон Зельман                 | 9 марта 2014   | 13,90               |
| Неизвестно откуда появившийся в китайской деревне мальчик отправлен в США, где его должен перевезти из аэропорта и передать сотрудникам соцорганов агент иммиграционно-таможенной службы Мартин Беллами. Мальчик по имени Джейкоб не разговаривает с окружающими, но во время обеда в кафе пишет на мониторе мобильного телефона агента название города, находящегося в другом штате, — Аркадия. На свой страх и риск агент решает отвезти мальчика в этот город. Выяснив по дороге некоторые обстоятельства дела, агент Беллами привозит Джейкоба в семью Гарольда и Люсиль Лэнгстон, которые похоронили сына Джейкоба тридцать два года назад. Как оказалось, мальчик утонул в результате несчастного случая. Вместе с ним утонула и спасавшая его тётя, жена местного шерифа Фреда Лэнгстона, брата Гарольда Лэнгстона. Однако поведение приехавшего мальчика и реакция Люсиль Лэнгстон заставляют агента Беллами оставить ребенка во вновь обретённой семье. Дальнейшие события показывают, что анализ ДНК Джейкоба и его предполагаемых родителей дал положительный результат. Кроме того, при медицинском обследовании мальчик рассказал девушке-врачу Мэгги Лэнгстон, чья мать и была утонувшей в тот трагический день, что на самом деле общепринятая версия трагедии неверна и это он пытался помочь тонущей женщине, а также, что в момент их смерти рядом был некий мужчина. Девушка решает помочь в расследовании агенту Беллами. Тем более, что внезапно объявляется ещё один давно умерший и даже кремированный житель Аркадии — Калеб Ричардс. |            |                                               |                   |                               |                |                     |
| 2 | 2          | «Раскопки» «Unearth»                          | Дэн Аттиас        | Томас Шнауц                   | 16 марта 2014  | 11,25               |
| Дочь объявившегося Калеба Ричардса Элейн находится в состоянии эмоционального шока от возвращения отца, однако её брат Рэй не уверовал в счастливое воскрешение и не признал в возвратившемся своего отца. Агент Беллами решает провести эксгумацию тела давно похороненного Джейкоба для проведения ДНК-исследования и весьма сожалеет о кремации трупа Калеба Ричардса. Беллами заручается поддержкой Мэгги Лэнгстон, однако не находит понимания со стороны Гарольда Лэнгстона и его брата-шерифа Фреда, не желающих тревожить прах своих покойников, похороненных рядом в фамильном склепе. Шериф всячески пытается препятствовать вскрытию могилы, однако Беллами добивается своего. Обнаруженное в гробу очень удивляет Мартина и Мэгги. В это же время Калеб что-то откапывает в ближайшем лесу, а затем нападает на одного из горожан в его доме. |            |                                               |                   |                               |                |                     |
| 3 | 3          | «Две реки» «Two Rivers»                       | Кевин Даулинг     | Ники Палуга                   | 23 марта 2014  | 9.51                |
| Беллами и Лэнгстон обнаруживают во вскрытом гробу останки Джейкоба точно в такой же одежде, в которой он появился в Китае. После разговора с теперешним Джейкобом Мартин Беллами узнаёт, что второй воскресший — Калеб Ричардс — велит мальчику всем лгать, и предпринимает попытку поговорить с Калебом. Тот объясняет свои слова желанием защитить мальчишку от неминуемой опасности, но Беллами запрещает ему контактировать с Джейкобом. После этого агент просит Мэгги показать ему место смерти Калеба. Девушка приводит Беллами к охотничьему домику, где они находят множество выкопанных ям, а затем обнаруживают следившего за домиком Рэя Ричардса. Тот объясняет им, что теперешний Калеб Ричардс — пришелец с якобы разбившегося за день до смерти настоящего Калеба космического корабля. Парочка скептически относится к этой версии, но Беллами предполагает, что дело с загадочными ямами может быть связано с похищением денег из банка, где работает Элейн Ричардс. Агент Беллами решает поговорить с человеком, нашедшим тело Калеба, и обнаруживает его убитым в собственном доме. В это же время пастор Том Хейл находит в церкви новую воскресшую. |            |                                               |                   |                               |                |                     |
| 4 | 4          | «Мы против всего мира» «Us Against the World» | Рон Андервуд      | Натаниэль Халперн             | 30 марта 2014  | 8.39                |
| Новой воскресшей оказалась бывшая девушка Тома Хейла, покончившая жизнь самоубийством 12 лет назад. После разговора с ней пастор разрешает переночевать девушке в кладовой церкви. Утром он обо всём рассказывает жене. В это же время Беллами и Мэгги Лэнгстон в доме убитого делятся своими умозаключениями с шерифом, и тот вместе с агентом едет в дом к Калебу, где обнаруживается орудие убийства — молоток — и выясняется пропажа ружья сына Калеба. Оказывается, Калеб Ричардс снова совершил нападение на инкассаторскую машину, как и 13 лет назад, только теперь он смертельно ранил охранника, находившегося внутри фургона. Мэгги Лэнгстон изучает медицинские анализы Джейкоба и выясняет, что у организма мальчика чрезвычайно высокий уровень метаболизма, вследствие чего Джейкоб много ест и совсем не спит. Те же особенности заметил у Калеба его сын. Также выясняется, что Джейкоб чувствует присутствие Калеба, благодаря чему того арестовывают на старом заводе. При аресте Калеб Ричардс произносит фразу: «Всё только начинается». |            |                                               |                   |                               |                |                     |
| 5 | 5          | «Бессонница» «Insomnia»                       | Кристофер Мисиано | Мишель Фазекас и Тара Баттерз | 6 апреля 2014  | 8.05                |
| Не желая приезда агентов ФБР для расследования ограбления банка Калебом Ричардсом, а также раскрытия правды о нём и о Джейкобе, шериф и агент Беллами решают как можно быстрее найти украденные деньги: нет похищения денег — нет расследования ФБР. Для помощи в этом деле Беллами просит дочь Калеба выяснить у отца, где спрятаны деньги. В это же время пастор Том Хейл обращается к Мэгги Лэнгстон с просьбой осмотреть его воскресшую подругу Рэйчел Брэдвуд. Выясняется, что девушка беременна, то есть она была беременна и до своей смерти. Элейн Ричардс находит спрятанные отцом деньги под им же починенным крыльцом их дома и отдает их Мартину Беллами. Тот едет к Калебу, сидящему в полицейском участке и обвиняет его в шарлатанстве и потере доверия со стороны близких. Однако Калеб начинает говорить агенту о мальчике, чей образ преследует того в последнее время, а затем просит дать ему воды. На минуту отвлёкшийся Беллами обнаруживает, что Калеб исчез из закрытой камеры. |            |                                               |                   |                               |                |                     |
| 6 | 6          | «Дом» «Home..»                                | Скотт Винант      | Джессика Мекленбёрг           | 13 апреля 2014 | 7.46                |
| Все обеспокоены загадочным исчезновением Калеба Ричардса и опасаются за судьбу Джейкоба Лэнгстона. Мэгги Лэнгстон решает обратиться за помощью к своему университетскому руководителю и другу профессору Эрику Уорду, эпидемиологу и генетику. Учёный с энтузиазмом берётся за это загадочное дело, предлагая сразу несколько теорий. После встречи с Джейкобом и его родителями он предлагает помощь своей научной лаборатории. Родители мальчика соглашаются на проведение исследований, чтобы только не потерять сына ещё раз. В это же время в Аркадии обстановка становится всё более напряжённой в свете безнаказанного исчезновения Калеба. Подругу пастора разыскивает в мотеле одна из наиболее активных прихожанок и обещает обо всём рассказать остальным. Девушка обращается за помощью к агенту Беллами. Тот понимает, что опасность со стороны жителей городка может угрожать и Джейкобу и спешит в церковь. Во время службы пастор предлагает высказаться о воскресших и это приводит к конфликту, зачинщиком которого стал кузен убитого Калебом человека. Ещё больше этому поспособствовало появление в церкви Рэйчел. После всех этих событий Лэнгстоны отказываются от поездки с профессором, а Рэйчел увозят в лесной домик один из полицейских и зачинщик конфликта в церкви. |            |                                               |                   |                               |                |                     |
| 7 | 7          | «Схемы дьявола» «Schemes of the Devil»        | Дэн Аттиас        | Луис Нэйтан                   | 27 апреля 2014 | 7.85                |
| Джейкоб знакомится в парке с темнокожей девочкой, однако звонок агента Беллами вынуждает мальчика и его маму вернуться домой. Беллами и пастор Хейл пытаются разыскать пропавшую Рэйчел и надеются, что мальчик может чувствовать её, как он чувствовал Калеба. Однако на этот раз это не сработало и они идут в дом Гарри. Жена Гарри рассказывает о сторожке в лесу, где часто бывает её муж. В это же время шериф узнаёт, где спрятана девушка, от полицейского, участвовавшего в похищении. Первым на место преступления приезжает шериф и пытается договориться с похитителем, чтобы тот отпустил девушку. Гарри не соглашается. В это же время в домик приезжают агент и пастор. Ещё более взведенный Гарри стреляет в девушку и убивает её. Эрик Уорд обнаруживает, что введенная в его анализ крови кровь Джейкоба подавила лейкемию, которой он болеет. Об этом он сообщает Мэгги и предлагает ей ехать вместе с ним в Мэриленд, чтобы дальше заниматься разработкой противораковой вакцины. Джейкоб, пообещавший своей новой знакомой встретиться в парке, сбегает из дому и уезжает в парк на велосипеде. Родители едут за ним и встречаются с целой семьёй воскресших. В это же время в полицейском участке появляется старомодно одетый джентльмен и заявляет, что он заблудился, а потом с удивлением смотрит на компьютер. Шериф начинает понимать, в чём здесь дело и почему незнакомец спросил, какой сейчас год. И тут по всем телефонам участка раздаются звонки с известиями о появлении всё новых воскресших. Мэгги по телефону рассказывает едущему в машине Беллами о предложении Уорда и о своём решении ехать в Бетесду, и в это время агент видит на дороге снова живую Рэйчел. Воскресает и жена шерифа Лэнгстона. |            |                                               |                   |                               |                |                     |
| 8 | 8          | «Разрывать» «Torn Apart»                      | Дэн Аттиас        | Аарон Зельман                 | 4 мая 2014     | 8.16                |
| Воскресшие прибывают в Аркадию и собираются в местной церкви. Пастор и вновь воскресшая Рэйчел пытаются оказать помощь им. Агент Мартин Беллами звонит своей начальнице и просит ту наладить поставку гуманитарной помощи в городок. Вскоре возле церкви останавливается колонна военных грузовиков с продовольствием для якобы потерпевших от бури и наводнения гражданских. В это же время Мэгги встречается со своей матерью, которая уже неделю живёт у своего друга. Девушка возмущена таким поворотом событий и требует, чтобы её мать хотя бы встретилась с отцом. Встретившись с Фредом, Барбара Лэнгстон просит мужа отпустить её. Шериф Лэнгстон принимает решение своей воскресшей супруги, но раскрывает полковнику Стоуну истинное положение дел и рассказывает ему о воскресших. После этого всех вернувшихся собирают в школьном спортзале. Поняв задумку шерифа, Беллами и Мэгги помогают части вернувшихся сбежать. Однако шериф решает поймать всех беглецов, собирает свою команду и выпускает арестованного Гарри. Чтобы спасти Джейкоба, Лэнгстоны просят агента Беллами увезти мальчика из города. Военные объявляют Аркадию карантинной зоной и арестовывают Мэгги, уничтожившую списки воскресших. Они же перехватывают машину Беллами. |            |                                               |                   |                               |                |                     |

### Сезон 2 (2014—2015)
| № общий | № в сезоне | Название                            | Режиссёр          | Автор сценария                 | Дата премьеры    | Зрители в США (млн) |
| --- | ---------- | ----------------------------------- | ----------------- | ------------------------------ | ---------------- | ------------------- |
| 9 | 1          | «Откровение» «Revelation»           | Кристофер Мисиано | Аарон Зельман                  | 28 сентября 2014 | 7.55                |
| Очнувшись недалеко от Аркадии, Белами обнаруживает, что находится один и ничего не помнит из последней недели своей жизни. С постепенными возвращением памяти он делает шокирующее открытие. Тем временем в Аркадии появляется еще один вернувшийся — Маргарет Лэнгстон, которая также умерла более тридцати лет назад. |            |                                     |                   |                                |                  |                     |
| 10 | 2          | «Отголоски» «Echoes»                | Дэн Лернер        | Стефани Сенгупта и Ники Палуга | 5 октября 2014   | 6.74                |
| Когда выясняется, что в старом доме Калеба Ричардса кто-то живет, Беллами и Фред начинают опасаться, что тот вернулся. Зная, что сам один из вернувшихся, Беллами подавлен тем, что ему приходится выполнять приказы таинственного босса. Джанин возвращается домой и пытается спасти свой брак с пастором Томом, несмотря на то, что Рэйчел беременна. Маргарет выходит из себя, узнав, что произошло с семейным бизнесом. |            |                                     |                   |                                |                  |                     |
| 11 | 3          | «Многократный» «Multiple»           | Рон Андервуд      | Тони Басгэллоп и Луис Нэйтан   | 12 октября 2014  | 5.55                |
| Понимая, что ему не хватает сообщества, Том создает приход для вернувшихся, а Беллами доверяется ему, что он такой же, как и они. Тем временем в реке всплывают старые человеческие кости, а с ними и ответы для Лэнгстонов, которые Маргарет старается скрыть. |            |                                     |                   |                                |                  |                     |
| 12 | 4          | «Старые шрамы» «Old Scars»          | Джон Стюарт Скотт | Пэт Чарлз и Натаниэль Халперн  | 19 октября 2014  | 5.07                |
| Маргарет уговаривает Люсиль, что нужно устроить ужин в честь возвращения Джейкоба, но неожиданные гости накаляют обстановку в семье Лэнгстонов во время мероприятия. Тем временем Бэллами дальше исследует таинственные кости, а Рэйчел выясняет достаточно тревожную информацию о своем ребенке. |            |                                     |                   |                                |                  |                     |
| 13 | 5          | «Желание» «Will»                    | Стивен Крэг       | Мишель Фазекас и Тара Баттерз  | 26 октября 2014  | 4.36                |
| У Барбары налаживаются отношения с Мэгги и Фрэдом, что вынуждает Маргарет изменить тактику, чтобы предотвратить такую возможность. Неизвестная болезнь продолжает распространяться среди всех вернувшихся, что заставляет Беллами предпринять крайние меры. |            |                                     |                   |                                |                  |                     |
| 14 | 6          | «Бедствия» «Afflictions»            | Кристофер Мисиано | Стефани Сенгупта               | 2 ноября 2014    | 4.99                |
| Беллами, теперь заболевший сам, обращается к своему контакту из правительства и в результате узнаёт шокирующие подробности своего прошлого. После того как еще один вернувшийся бесследно исчезает, как Калеб Ричардс, живые ищут ответы. Новоприбывший в Аркадию делает Генри заманчивое предложение. |            |                                     |                   |                                |                  |                     |
| 15 | 7          | «Чудеса» «Miracles»                 | Колин Бакси       | Тони Басгэллоп                 | 9 ноября 2014    | 4,58                |
| Рейчел и Маргарет видят одинаковый сон. Беллами признается Мегги, что он теперь воскресший. Рей Ричардс создает группу противодействия вернувшимся, однако почему-то заболевает их болезнью. Маргарет, обсуждая бизнес с новым знакомым, случайно узнает на его старой семейной фотографии одного из загубленных ею. Беллами, возвращаясь домой, замечает, что дома, в которых живут вернувшиеся, помечены краской. |            |                                     |                   |                                |                  |                     |
| 16 | 8          | «Покинутый» «Forsaken»              | Константин Макрис | Ники Палуга                    | 30 ноября 2014   | 3.66                |
| Напуганные люди начинают прогонять своих вернувшихся родных, опасаясь за себя. Поняв, кто такой Брайн, Маргарет отказывается иметь с ним дела, но Генри перезаключает с ним договор. Шериф и Беллами находят противников вернувшихся и предостерегают их от противозаконных действий. Мегги удается изготовить лекарство из утробной жидкости Рейчел. Джанин, не сумев обуздать свою ревность, увозит Рейчел из их с Томом дома. Ночью заместитель шерифа и член группы противодействия Карл кидает в приют для вернувшихся дымовую шашку и уезжая с места преступления, сбивает выбежавшего перед его грузовиком Тома. |            |                                     |                   |                                |                  |                     |
| 17 | 9          | «Последствие» «Aftermath»           | Кевин Даулинг     | Стив Квик                      | 7 декабря 2014   | 3.98                |
| 18 | 10         | «Пророчество» «Prophecy»            | Кристофер Мисиано | Аарон Зельман                  | 4 января 2015    | 4.10                |
| 19 | 11         | «Истинный верующий» «True Believer» | Винсент Мисиано   | Пэт Чарлз                      | 11 января 2015   | 3.10                |
| 20 | 12         | «Незаметно ускользнем» «Steal Away» | Феликс Алькала    | Луис Нэйтан                    | 18 января 2015   | 3.29                |
| 21 | 13         | «Любовь в ответ» «Love in Return»   | Дэн Аттиас        | Натаниэль Халперн              | 25 января 2015   | 3.73                |